# Katona Mihály (építész)
Vitéz Katona Mihály (Szeged, 1877. szeptember 4.–Budapest, 1957. július 10.), építészmérnök, építőmester, őrnagy, műszaki századparancsnok, a Mérnöki Kamara tagja, a Magyar Mérnök- és Építészegylet alapító tagja, a Magyar Építőmesterek Egyesületének választmányi tagja és a kőmíves tanoncokat vizsgázó bizottság elnöke.

## Élete
Apja idősebb Katona Mihály (1844–1900), jeles szegedi építőmester, anyja Bognár Julianna (1846–1925) volt. Középiskoláit és az építő ipariskolát elvégezve, édesatyja, néhai Katona Mihály a neves céhben építész mellett dolgozott. 1900-ban szerezte meg az építőmesteri vizsgát, majd Baumhorn Lipót, Ybl Lajos, Grünwald és Schiffer, Fóris Vilmos és Csimár Károly építészek irodáját vezette, mint azok munkatársa. 1909-től önállóan működött.
Az első világháború alatt katonai szolgálatot teljesített, mint a debreceni 3. népfelkelő gyalogezred utásztisztje, majd mint műszaki századparancsnok, mint rokkant százados szerelt le. Számos háborús kitüntetés tulajdonosa is volt. Hősies magatartásáért a Kormányzó Mihály nevű műegyetemi hallgató fiával együtt, vitézzé avatta.
Leszerelése után folytatta építészi tevékenységét. Számtalan pályázaton nyert díjat, többek között a kiskunhalasi Gazdasági Bank, a pancsovai ág. ev. templom, a Kispest-Wekerle telepi munkásházak, az újpesti Vigadó és bérházak, a hódmezővásárhelyi iparegyesületi-székház, a Jókai-síremlék, a budapesti Hősi-emlék pályázatok, a szegedi Fogadalmi templom tér rendezése, a Krisztina-körúti telefonközpont, a hercegprímási palota pályázatán, az Erzsébet királyné emlékmű, a Munkácsy szobor, a Gárdonyi-mauzóleum pályázaton stb. Két ízben szerezte meg a Magyar Mérnöki- és Építészegylet Késer Napóleon-díját. Részt vett a genfi Népszövetségi palota világpályázatán is. Ezeken kívül még egész sorát tervezte és kivitelezte a bérházak, villáknak, családi házaknak, középületeknek,síremlékeknek.
Mint építőmester és törvényszéki szakértő is tevékenykedett. Korb Flóris műegyetemi tanár tervei nyomán Stegmüller Árpáddal társas viszonyban megépítette a debreceni Tisza István tudomány egyetem központi épületét és hősi emlékműtervet készített a debreceni 3. ezred részére. A Mérnöki Kamara tagja, a Magyar Mérnök- és Építészegylet alapító tagja, a Magyar Építőmesterek Egyesületének választmányi tagja és a kőmíves tanoncokat vizsgázó bizottság elnöke.
1936. áprilisában a Kormányzó vitéz Katona Mihály emléklapos századosnak, az ismert és népszerű építészmérnök és építőmesternek, legfelsőbb elhatározásával átlagon felüli háborús teljesítménye elismeréseképpen az emléklappal ellátott őrnagyi rendfokozat címet adományozta.

## Házassága és leszármazottjai
Első feleségét, Geleszkai Rozáliát (Kocs, Komárom vármegye, 1889. január 17.– Budapest, 1940. október 5.), 1907. |május 18-án Budapesten, vette el; a menyasszonynak a szülei Geleszkai József és Heizer Rozália voltak. Katona Mihály és Geleszkai Rozália házasságából két gyermek származott: Czillér Antalné Katona Rozália (1908–1976), valamint legifjabb Katona Mihály. A frigyük nem gondok mentesnek bizonyult és 1919. március 17-én hivatalosan elváltak; Geleszkai Rozália Wittenberger Imre neje lett.
Katona Mihály másodízben nősült meg; 1923. március 11-én Budapesten, feleségül vette a római katolikus polgári származású Stranszky Kornélia Terézia Erzsébet (Budapest, 1887. október 6.–Budapest, 1946. január 10.) kisasszonyt, akinek a szülei Stranszky Antal (1854–1890), törvényszéki tisztviselő, és Koválcsik Erzsébet (1856–1937) voltak. Az apai nagyszülei Stranszky Prokop (1809–1871), pesti rézműves-mester, és Uhlár Rozina voltak. Az anyai nagyszülei Koválcsik János (1822–1890), és Tomo Lídia voltak. Katona Mihályné Stranszky Kornéliának az apai nagynénje Stranszky Irma (1852–?), az adai római katolikus nőegylet társelnöke, akinek a férje Senk Antal (1839–1904), adai nagybirtokos, városi képviselő volt. Katona Mihályné Stranszky Kornéliának az egyik leánytestvére Geiger Ferenc kereskedőné Stranszky Gizella (1882–1959); Geigerné Stranszky Gizellának a lánya Geiger Erzsébet (1915–1954), akinek a férje dr. Wagner "Ferenczy" Enoch (1894–1954) rendőrtanácsos, a rendőrkapitányság helyettes vezetője, rendőri büntetőbíró. Katona Mihályné Stranszky Kornéliának az elsőfokú unokatestvérei: Gömöry Irén (1888–1958), akinek a férje dr. Lux Gyula (1884–1957) tanár, nyelvész, tanügyi főtanácsos, tartalékos hadnagy, a dobsinai és dél-szepesi német kultúra jeles kutatója, valamint Gömöry Anna (1874–1946), kereskedőasszony, akinek a férje a jómódú római katolikus budapesti nagypolgári Lenz családból való Lenz Gyula (1848–1910) nagykereskedő, bérház tulajdonos volt. Mindkét hölgy a leánya volt Gömöry Gottlieb (1838–1908) pesti kereskedőnek és Stranszky Hermina (1847–1939) asszonynak; Gömöry Gottliebné Stranzky Hermina tulajdonképpen a nővére volt Stranzky Antal (1854–1890) törvényszéki tisztviselőnek.